# Świerzawa (gromada 1954–1972)
Świerzawa – dawna gromada, czyli najmniejsza jednostka podziału terytorialnego Polskiej Rzeczypospolitej Ludowej w latach 1954–1972.
Gromady, z gromadzkimi radami narodowymi (GRN) jako organami władzy najniższego stopnia na wsi, funkcjonowały od reformy reorganizującej administrację wiejską przeprowadzonej jesienią 1954 do momentu ich zniesienia z dniem 1 stycznia 1973, tym samym wypierając organizację gminną w latach 1954–1972.
Gromadę Świerzawa z siedzibą GRN w Świerzawie (wówczas wsi, nie wchodzącej w skład gromady) utworzono – jako jedną z 8759 gromad na obszarze Polski – w powiecie złotoryjskim w woj. wrocławskim, na mocy uchwały nr 35/54 WRN we Wrocławiu z dnia 2 października 1954. W skład jednostki weszły obszary dotychczasowych gromad Rzęszówek i Gozdno ze zniesionej gminy Nowy Kościół oraz obszar dotychczasowej gromady Sędziszowa i przysiółek Bronków z dotychczasowej gromady Świerzawa ze zniesionej gminy Świerzawa – w tymże powiecie. Dla gromady ustalono 12 członków gromadzkiej rady narodowej.
1 stycznia 1959 do gromady Świerzawa włączono obszar zniesionej gromady Lubiechowa (bez wsi Podgórki) w tymże powiecie.
1 stycznia 1960 do gromady Świerzawa włączono obszar zniesionej gromady Stara Kraśnica w tymże powiecie.
1 lipca 1968 do gromady Świerzawa włączono obszar zniesionej gromady Rząśnik w tymże powiecie.
1 stycznia 1970 do gromady Świerzawa włączono obszar o powierzchni 365,75 ha z osiedla Świerzawa w tymże powiecie; z gromady Świerzawa wyłączono natomiast część obszaru wsi Stara Kraśnica o powierzchni 6,61 ha, włączając ją do osiedla Świerzawa.
Gromada przetrwała do końca 1972 roku, czyli do kolejnej reformy gminnej. 1 stycznia 1973 w powiecie złotoryjskim reaktywowano gminę Świerzawa (obejmującej również Świerzawę).
Uwaga: W latach 1954–1956 w powiecie złotoryjskim funkcjonowały dwie jednostki o nazwie gromada Świerzawa – drugą była gromada Świerzawa.